# Dương Quốc Anh
Dương Quốc Anh (sinh ngày 15 tháng 9 năm 1961) là một chính trị gia người Việt Nam. Ông hiện là đại biểu Quốc hội Việt Nam khóa XIV nhiệm kì 2016-2021, thuộc đoàn đại biểu quốc hội tỉnh Gia Lai, Phó Chủ nhiệm Ủy ban Kinh tế của Quốc hội, Chủ tịch Nhóm Nghị sĩ hữu nghị Việt Nam - Nam Phi, Phó Chủ tịch Nhóm Nghị sĩ hữu nghị Việt Nam - Nhật Bản (Đại biểu chuyên trách trung ương). Ông lần đầu được trung ương giới thiệu ứng cử và đã trúng cử đại biểu Quốc hội năm 2016 ở đơn vị bầu cử số 2, tỉnh Gia Lai gồm có thị xã An Khê và các huyện: KBang, Kông Chro, Đăk Pơ, Mang Yang, Đăk Đoa.

## Xuất thân
Dương Quốc Anh sinh ngày 15 tháng 9 năm 1961 quê quán ở xã Song Hồ, huyện Thuận Thành, tỉnh Bắc Ninh. 
Ông hiện cư trú ở phòng 1506B, Chung cư 102 Thái Thịnh, phường Trung Liệt, quận Đống Đa, thành phố Hà Nội.

## Giáo dục
- Giáo dục phổ thông: 10/10
- Đại học ngoại giao
- Thạc sĩ kinh tế
- Cao cấp lí luận chính trị

## Sự nghiệp
Ngày 14 tháng 11 năm 1985, Dương Quốc Anh gia nhập Đảng Cộng sản Việt Nam.
Tính đến năm 2012, Dương Quốc Anh có hơn 30 năm công tác trong các cơ quan nhà nước Việt Nam, trong đó có hơn 20 năm công tác trong ngành ngân hàng.
Ông từng là Chánh Thanh tra, giám sát Cơ quan Thanh tra, giám sát ngân hàng, Ngân hàng Nhà nước Việt Nam.
Ngày 9 tháng 7 năm 2012, Dương Quốc Anh được Thủ tướng Chính phủ Việt Nam Nguyễn Tấn Dũng điều động, bổ nhiệm có thời hạn chức vụ Phó Chủ tịch Ủy ban Giám sát Tài chính Quốc gia Việt Nam.
Khi lần đầu được trung ương giới thiệu ứng cử đại biểu Quốc hội Việt Nam khóa XIV vào tháng 5 năm 2016 ông đang là Đảng ủy viên Đảng bộ Ủy ban Giám sát tài chính Quốc gia, Phó Chủ tịch Ủy ban Giám sát tài chính quốc gia, làm việc ở Ủy ban Giám sát tài chính quốc gia.
Trong bài phát biểu chương trình hành động, ông cho biết theo dự kiến, nếu được bầu là đại biểu Quốc hội, ông sẽ là Phó Chủ nhiệm Ủy ban Kinh tế của Quốc hội, vừa là đại biểu chuyên trách của Quốc hội, vừa là người đại diện cho cử tri tỉnh Gia Lai.
Ngày 22 tháng 5 năm 2016, Dương Quốc Anh trúng cử Đại biểu Quốc hội Việt Nam khóa 14 nhiệm kì 2016-2021 ở đơn vị bầu cử số 2, tỉnh Gia Lai gồm có thị xã An Khê và các huyện: KBang, Kông Chro, Đăk Pơ, Mang Yang, Đăk Đoa, được 231.486 phiếu, đạt tỷ lệ 86,18% số phiếu hợp lệ.
Ngày 15 tháng 8 năm 2016, ông rời Ủy ban Giám sát Tài chính Quốc gia Việt Nam sau hơn 4 năm công tác để nhận nhiệm vụ mới ở Quốc hội Việt Nam.
Ông hiện là Phó Chủ nhiệm Ủy ban Kinh tế của Quốc hội, Chủ tịch Nhóm Nghị sĩ hữu nghị Việt Nam - Nam Phi, Phó Chủ tịch Nhóm Nghị sĩ hữu nghị Việt Nam - Nhật Bản (đại biểu chuyên trách trung ương).
Ông đang làm việc ở Ủy ban Kinh tế của Quốc hội.